# Zadvarje
Zadvarje est un village et une municipalité située en Dalmatie, dans le comitat de Split-Dalmatie, en Croatie. Au recensement de 2001, la municipalité comptait 277 habitants, dont 97,47 % de Croates et le village seul comptait 277 habitants.

## Localités
La municipalité de Zadvarje ne compte qu'une localité, le village éponyme de Zadvarje.